# Wissenschaftliche Arbeit
Eine wissenschaftliche Arbeit ist ein systematisch gegliederter Text, in dem ein oder mehrere Wissenschaftler das Ergebnis ihrer eigenständigen Forschung darstellen. Wissenschaftliche Arbeiten entstehen im Allgemeinen an Hochschulen oder anderen, auch privaten, Forschungseinrichtungen und werden von Studenten, Doktoranden, Professoren oder anderen Forschern verfasst. Dies ist jedoch kein zwingendes Merkmal. Vor wissenschaftlichen Konferenzen oder bei Sonderausgaben einer wissenschaftlichen Zeitschrift wird in einem call for papers zum Einreichen wissenschaftlicher Arbeiten aufgefordert.
Wissenschaftliches Arbeiten zielt auf die Schaffung neuen Wissens und eine wissenschaftliche Arbeit im Sinne dieses Lemmas ist eines von mehreren Formaten, in denen Ergebnisse wissenschaftlichen Arbeitens zur weiterführenden Forschung und Lehre dargestellt werden können. Andere Formate wären z. B. Forschungskolloquien oder Vorträge auf einer wissenschaftlichen Konferenz.

## Überblick

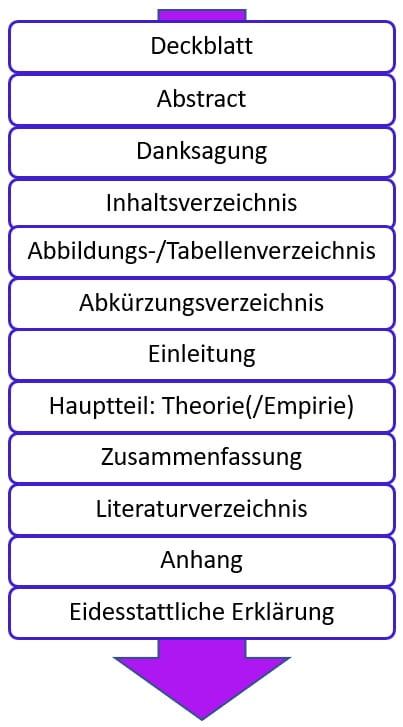
Beispiel für einen möglichen Aufbau einer wissenschaftlichen Arbeit

Im Rahmen eines Hochschulstudiums müssen Studenten mehrmals wissenschaftliche Arbeiten erstellen, nämlich Hausarbeiten, Studien- und Seminararbeiten. Abgeschlossen wird das Studium regelmäßig durch eine wissenschaftliche Abschlussarbeit, also beispielsweise eine Diplom-, Magister-, Bachelor- oder Masterarbeit, die vom Betreuer, dem verantwortlichen Hochschullehrer und ggf. weiteren Fachleuten begutachtet werden.
Für diese Examensarbeiten gilt in besonderem Maße, dass sorgfältige und gewissenhafte Beratung und Betreuung der Examenskandidaten durch den oder die betreuenden Hochschullehrer eine wichtige Grundlage für ihr Gelingen darstellt. In der Praxis gestaltet sich die Betreuung der Kandidaten verschiedenartig. Einige Dozenten haben einen passiven Stil, die ihren Input nur auf Nachfrage geben, andere haben einen sehr aktiven Stil. Sie fordern regelmäßige Gespräche, in denen sie über den Fortschritt der Arbeit in Kenntnis gesetzt werden und in denen sie ihre Anregungen und Kritikpunkte äußern.
Weitere Grade für höhere wissenschaftliche Qualifikation erreicht man durch eine Dissertation und Habilitationsschrift. Erst ab der Dissertation wird erwartet, dass die Arbeit nicht nur den Forschungsstand wiedergibt, sondern einen größeren Erkenntnisfortschritt mit sich bringt. Kleinere Erkenntnisgewinne werden bereits bei einer Bachelorarbeit erwartet. Hierbei gilt es allerdings zu beachten, dass das von Universität zu Universität, von Institut zu Institut und von Dozent zu Dozent variieren kann.
Wissenschaftliche Arbeiten entstehen im Wissenschaftsbetrieb auch, indem Forschungsberichte (über Forschungsergebnisse) oder wissenschaftliche Artikel für Fachzeitschriften geschrieben werden. Auch für diese Werke gelten die Anforderungen der Wissenschaftlichkeit.

### Grundsätze wissenschaftlicher Arbeiten
Für die Anfertigung wissenschaftlicher Arbeiten stellen die Universitäten, beziehungsweise Fakultäten, oftmals Richtlinien für ihre Studierenden zusammen. Neben Vorgaben zu erwünschten Parametern wird dabei auch darauf hingewiesen, dass die unbelegte Verwendung fremden Gedankenguts, in Form von Plagiaten zu vermeiden ist (siehe hierzu auch Betrug und Fälschung in der Wissenschaft).
Hierzu zählen insbesondere:
- Inhaltliche Richtigkeit und Genauigkeit
- Überprüfbarkeit (durch entsprechende Belege)
- Objektive, verständliche Darstellung
- Validität, u. a. durch die Auswahl adäquater Methoden und Nachweise
- Befolgung der Vorgaben hinsichtlich des Layouts und der Zitierweise

### Arten von Arbeiten und ihre Zuordnungen
Wissenschaftliche Arbeiten lassen sich in verschiedene Arten einteilen, die sich durch den Zweck, die Anforderungen und den Umfang unterscheiden. Jede dieser Arbeiten hat ihre spezifischen Charakteristika und Zielsetzungen, die den akademischen Grad und das Studienfach betreffen.
- Hausarbeit – eine kürzere wissenschaftliche Arbeit, die im Rahmen eines Semesters ein Thema eigenständig bearbeitet.
- Seminararbeit – eine wissenschaftliche Arbeit, die im Rahmen eines Seminars verfasst wird und das Kursthema vertieft.
- Bachelorarbeit – die Abschlussarbeit des Bachelorstudiums, die eigenständige Forschung erfordert.
- Masterarbeit – eine umfangreiche Abschlussarbeit im Masterstudium, die ein höheres Maß an Forschungstiefe verlangt.
- Dissertation – eine wissenschaftliche Arbeit zur Erlangung des Doktorgrades, die eigenständige Forschungsergebnisse präsentiert.
- Habilitationsschrift – die höchste akademische Arbeit, die zur Lehrbefähigung an Universitäten führt.
- Projektarbeit – eine praxisorientierte wissenschaftliche Arbeit, die eine konkrete Problemstellung behandelt.
- Studienarbeit – eine kleinere wissenschaftliche Arbeit, oft in technischen oder naturwissenschaftlichen Fächern.
- Fallstudie – eine detaillierte Analyse eines bestimmten Falles oder Phänomens, oft in Sozial- oder Wirtschaftswissenschaften.
- Laborbericht – eine schriftliche Zusammenfassung und Analyse der Ergebnisse eines Laborexperiments, typisch für Natur- und Ingenieurwissenschaften.

Dies ist lediglich ein Teil der Vielzahl wissenschaftlicher Arbeiten, die je nach Fachrichtung, Studienniveau und akademischen Anforderungen variieren. Jede dieser Arbeiten hat ihre eigenen Anforderungen und Besonderheiten, die von der Thematik bis zur Tiefe der Forschung reichen. Es gibt viele weitere Formen wissenschaftlicher Arbeiten, die sich an spezifische Bedürfnisse und Forschungsschwerpunkte anpassen.